# Rio del Duca
Le rio del Duca (canal du Duc) est un canal de Venise dans le sestiere de San Marco.

## Toponymie
À cet endroit se situait une briqueterie où en 1453, Andrea Corner commença à ériger un immeuble. Francesco Forza, duc de Milan, échangea un immeuble du Campo San Polo, reçu de la République contre cet immeuble en construction, qu'il voulut achever sur le dessin de l'architecte florentin Antonio Averlino, dit Filarete. Mais l'entreprise tourna court et la République confisqua le chantier pour le terminer de façon plus modeste, devenant le Ca' del Duca.

## Description
Le rio del Duca a une longueur d'environ 150 mètres. Il cerne ensemble avec le Rio di San Vidal un îlot au sud-ouest du sestiere de San Marco.

Ce rio débouche sur le Grand Canal entre le Ca' del Duca et le palais Falier Canossa.

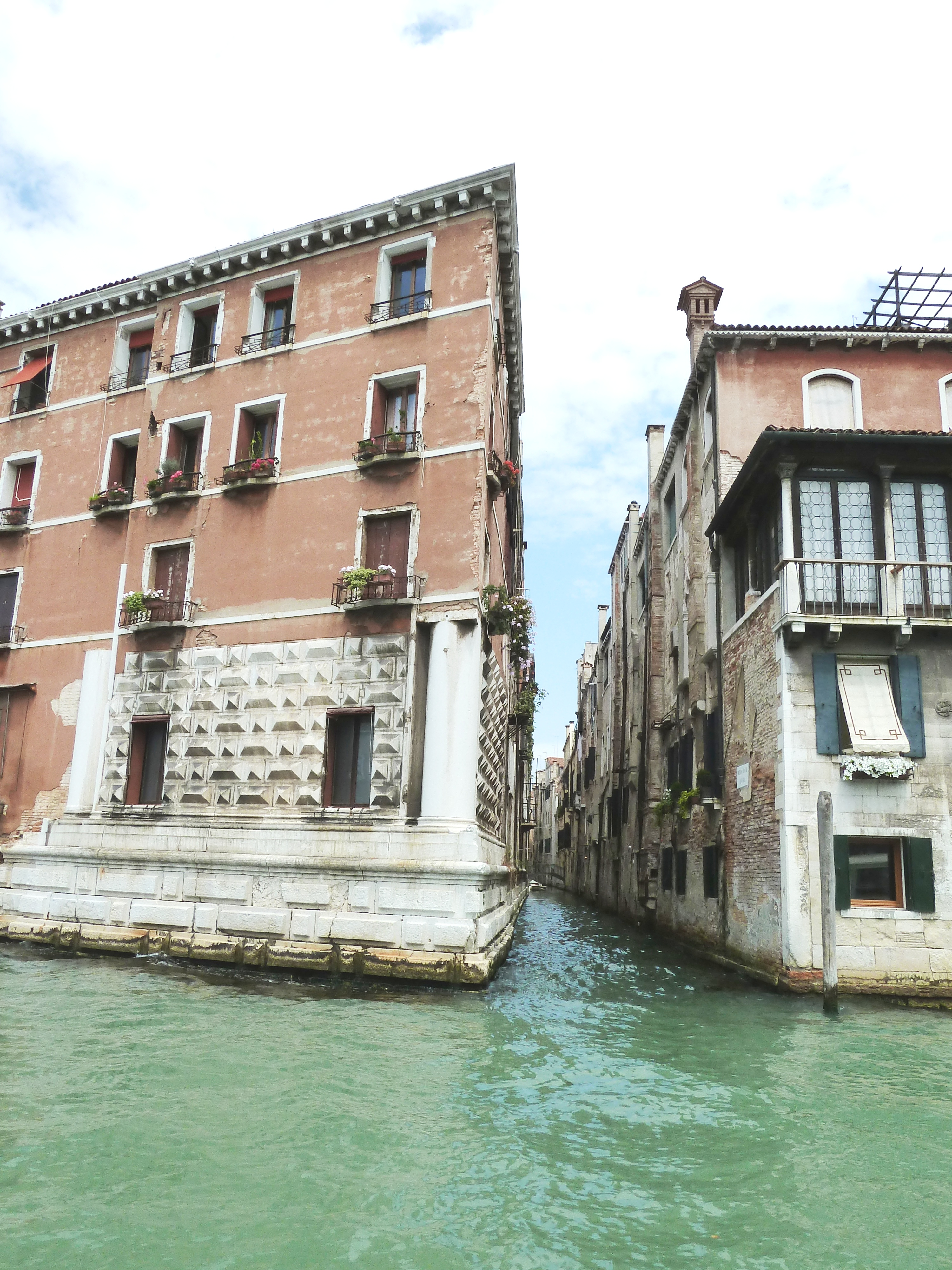
embouchure dans le Grand Canal
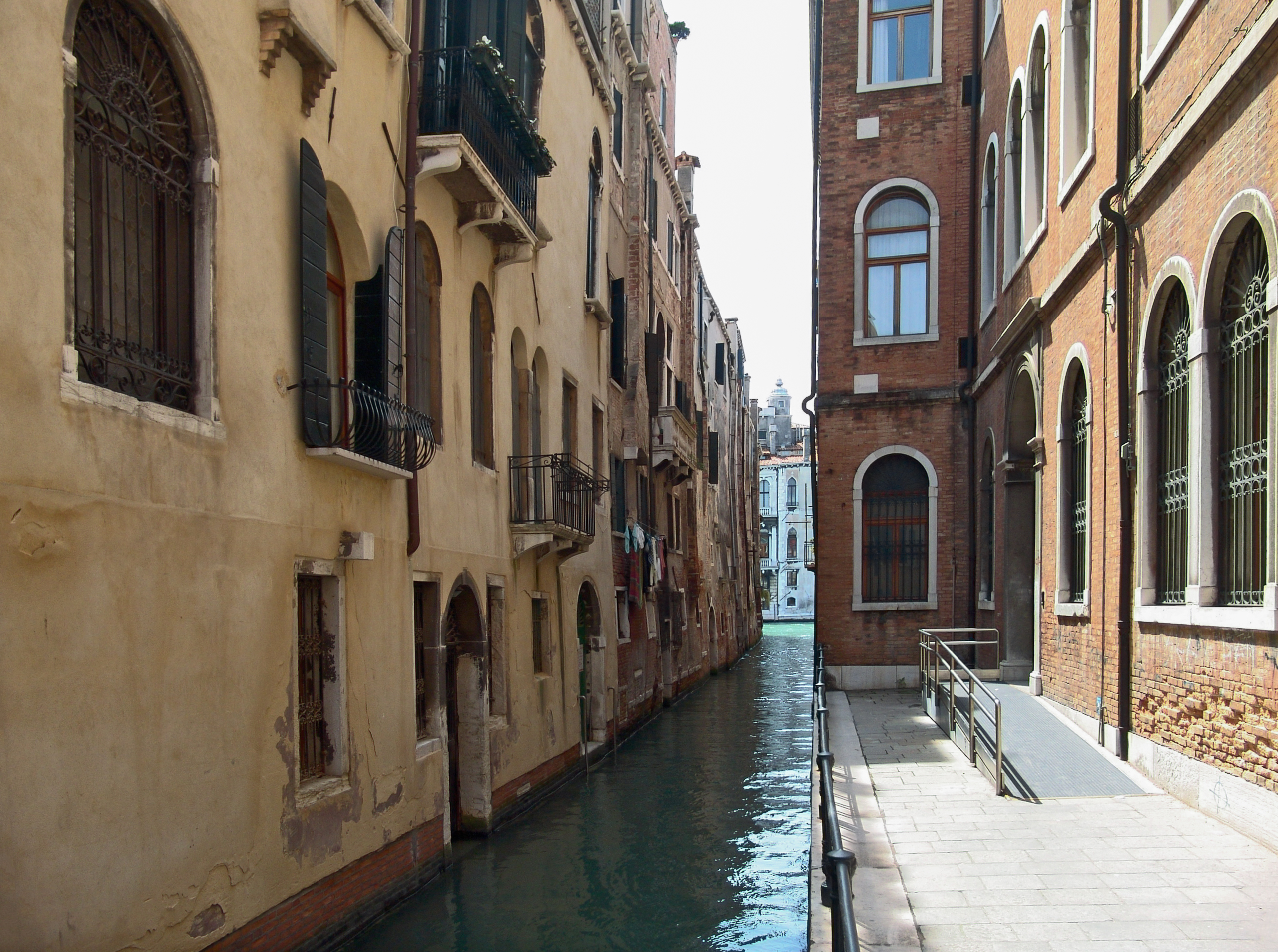
Vue du Ponte de le Scuole vers le Grand Canal
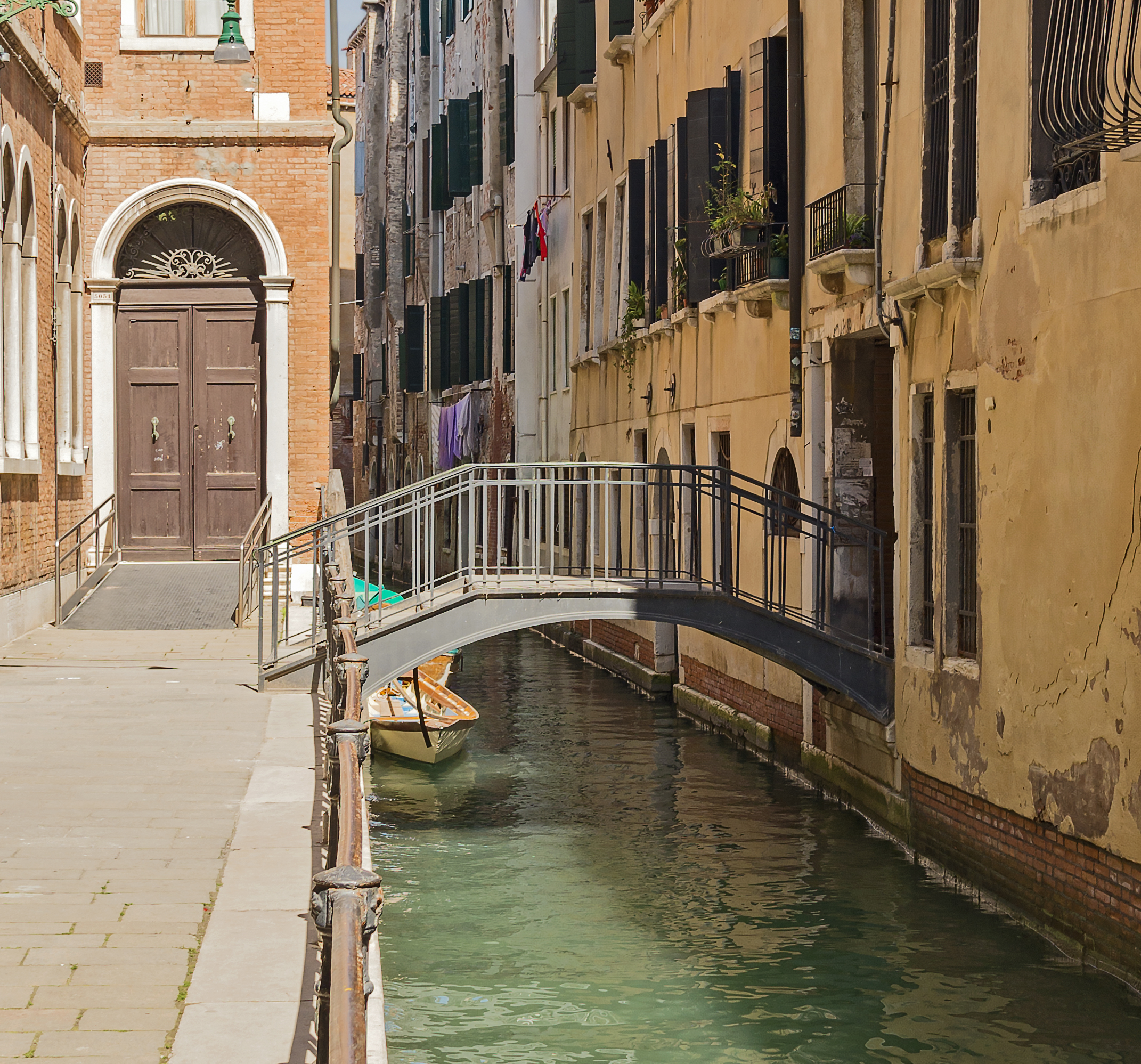
ponte de le Scuole reliant Fondamenta de le Scuole et Calle del Frutariol